# Graeme Murty
Graeme Stuart Murty (* 13. November 1974 in Saltburn-by-the-Sea) ist ein schottischer Fußballspieler und -trainer.
Seine Position war rechter Abwehrspieler, und er spielte zuletzt für den englischen Klub FC Reading, wo er auch Mannschaftskapitän war. Zuvor trat er für York City an. 2017 und erneut 2018 war Murty als Trainer für den schottischen Erstligisten Glasgow Rangers tätig.
Murty wurde in England geboren, jedoch darf er aufgrund seiner Familie für die schottische Fußballnationalmannschaft spielen. Dreimal ist er für die schottische Fußballmannschaft ausgewählt worden, zunächst gegen Wales im Jahr 2004. Er wurde Mitglied der schottische Mannschaft für den Kirin Cup im Mai 2006 und spielte bei dem Sieg über Bulgarien am 11. Mai 2006. Er hat auch am Spiel gegen Japan teilgenommen, als Schottland den Cup gewann.